# 狛猫
| 木島神社の狛猫（阿と吽） |  | 木島神社の狛猫（阿と吽） |
| 木島神社の狛猫（阿と吽） |  |                          |

狛猫（こまねこ）は、京都府京丹後市峰山町の金刀比羅神社の境内社である、木島神社・猿田彦神社に鎮座している一対の猫の石像（多くの神社などで見られる狛犬と同様に左右に設置）。「金刀比羅神社石造狛猫」の名称で、2020年（令和2年）9月1日付で京丹後市の文化財指定を受けた。彫刻20号にあたる。狛猫を擁する金刀比羅神社は、日本遺産『300年を紡ぐ絹が織り成す丹後ちりめん回廊』の構成文化財のひとつにも認定されている。

## 由来
1720年（享保5年）に絹屋佐平治によってこの地で織りだされた丹後ちりめんの主要産地として繁栄した峰山町では、蚕や繭、種紙（蚕の卵のついた紙）を食い荒らすネズミを追い散らし農民と共に戦う猫を大事にしていた。
金刀比羅神社の境内にある木島神社は、1830年（文政13年）に、養蚕の守護神として、峯山藩のちりめん業者によって京都太秦にある蚕ノ社から勧請された。木島神社と猿田彦神社は、一つの屋根の下に同居するような形で建てられており、向かって左が木島神社にあたり、その前に阿形の狛猫がある。

## 歴史

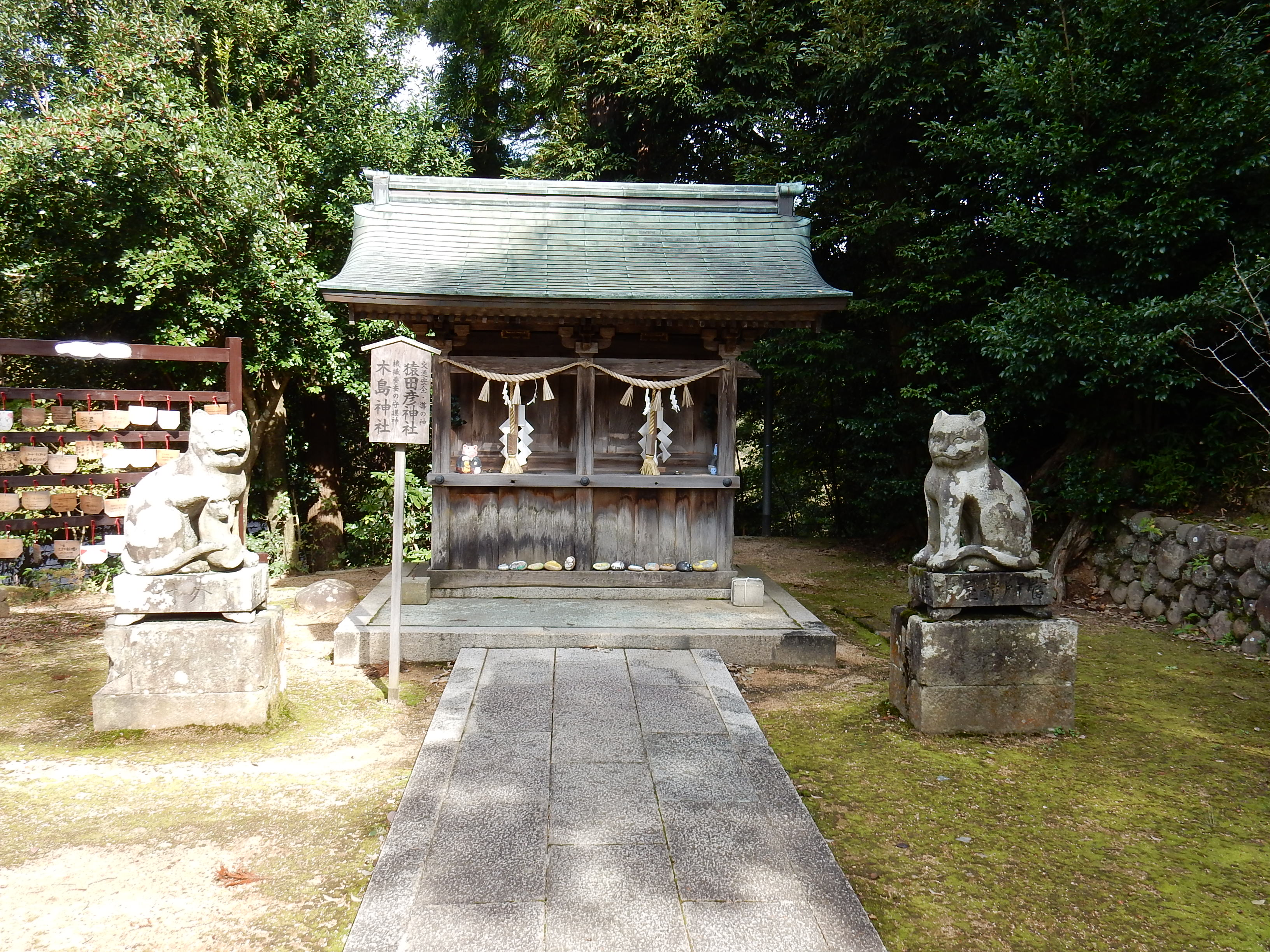
木島神社・猿田彦神社と狛猫

1832年（天保3年）に、阿形の親子猫の石像が近江商人の外村家によって奉献された。
外村家は江戸日本橋に店を構える商人で、上野（群馬県）と生絹や太織袖を、武蔵熊谷（埼玉県）と生絹袖を、上野桐生や武蔵八王子（東京都）や甲斐田（山梨県）と織物を、陸奥川又（福島県）と生絹を、柳馬場（京都市）と紅花の取引を行い、上野国から下仁田街道を幾度も往来した。この下仁田街道のほぼ終わりの辺りにある小川村は、文政年間（1818年〜1831年）の家数57戸のうち、多くが養蚕・生糸・絹の生産を生業とする一大産地であり、村内の地蔵寺には本尊として「猫地蔵」が祀られていた。これは1561年（永禄4年）の鏑川の大洪水で流れ着いた地蔵菩薩と一緒にいた猫を祀ったものと記録され、この地蔵菩薩と猫が、蚕を食害するネズミを退治する霊験があるとして近隣の養蚕農家の参詣を集めていた。外村は、商いの往来でこの逸話を聞き知っていたことから、1830年（文政13年）に峰山に機織養蚕の守護神として木島神社が勧請されたとしり、親子猫の石像を奉献したと思われる。そのため当初の猫石像はネズミを威嚇するべく口を開いた阿形の一体のみであり、猫地蔵であったと考えられる。神社の境内には、狛犬など一対をなす像に限らず、祭神と縁のある様々な動物が「神使（しんし）」あるいは「随神（ずいしん）」として祀られる例があり、その一例とみられる。
その後、14年後の1846年（弘化3年）に吽形の猫が奉献され、一対の狛猫となった。この奉献者や作者は明らかでないが、それまで建物のなかに飾られていることが多かった狛犬などが、現在のように参道に置かれるようになったのは江戸時代中頃からのことであり、この流行にのったものと思われる。

## 製作者
親子猫の石像の作者は、台座に刻まれた記録によれば鱒留村の長谷川松助である。松助は当時の丹後で名の知れた石工で、京丹後市域に多くの作品が残る。とくに有名なものに、丹後地方最大の農民一揆である宮津藩文政一揆で犠牲となった吉田新兵衛の供養のために築かれたと伝わる京都府下最大級の立位石仏・平地地蔵がある。
右の狛猫の作者は不詳とされ、寄進された年代も1846年（弘化3年）と、松助の狛猫とは14年の開きがあることや、阿吽の左右が一般的な狛犬とは逆であることから、もともとは阿形の親子猫の石像のみがあり、これにあわせるために吽形の狛猫が製作され、奉納されたと考えられている。

## 構造
材質は凝灰岩。
阿形の親子猫は、像高75.5センチメートル。前足を子猫の頭に軽くのせ、子猫は親の胸毛を握っている。親猫の尻尾が子猫の身を支える。台座に刻まれた銘によれば、1832年（元保3年）に製作奉献された。
吽形の狛猫は像高78センチメートル。台座に1846年（弘化3年）の銘文はあるが石工の名は残されていない。
邪気を祓う神獣として一般的な狛犬と異なり、養蚕の盛んだった当地域ならではの守護獣・猫を象り、制作された時期や製作者の名が判明している点から貴重なものとされる。

## 派生文化

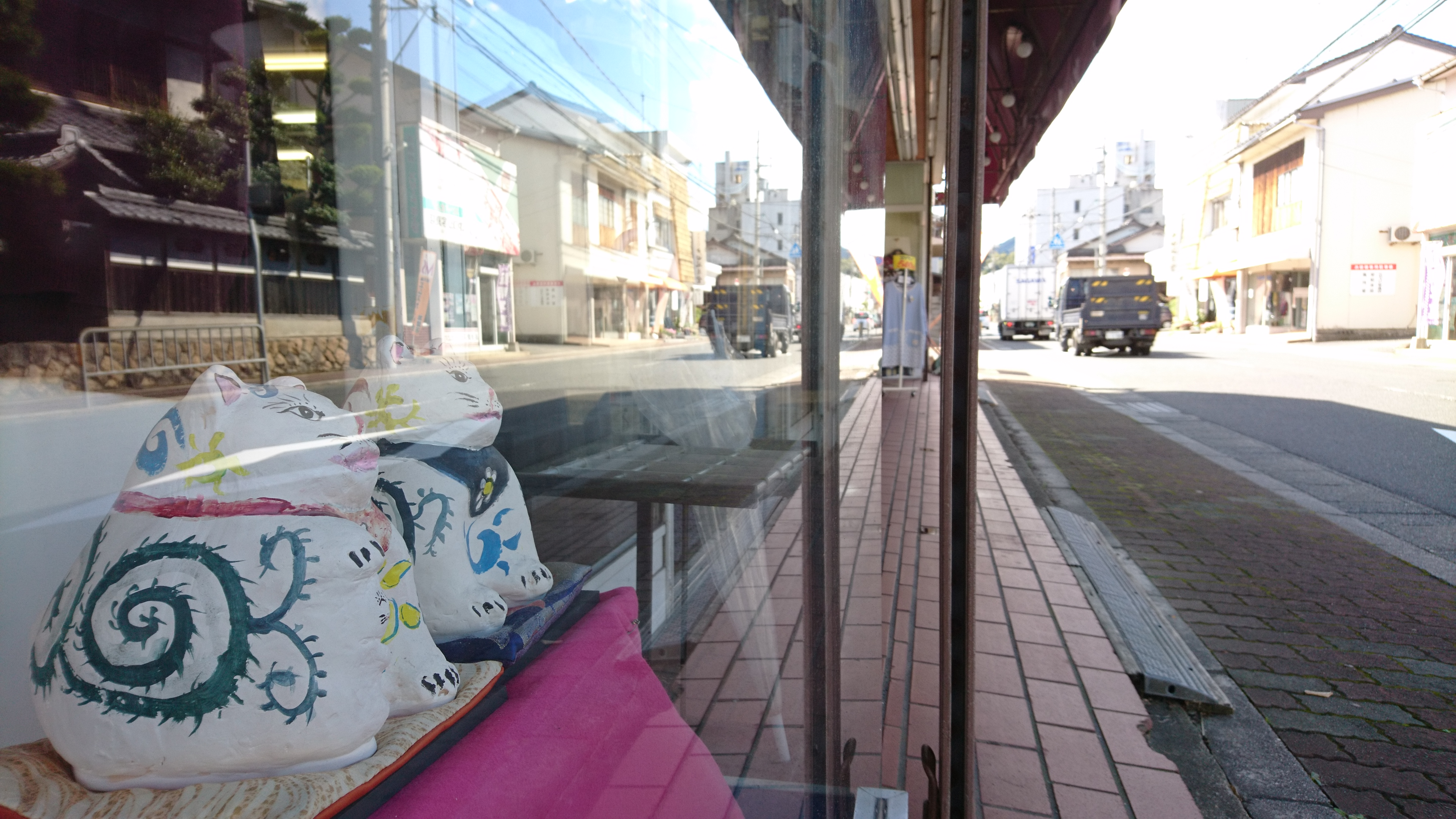
峰山町内のショーウィンドウに飾られた絵付け狛猫

峰山町では、地域おこしの核に狛猫を位置づけ、2011年（平成23年）に市民有志によって「ねこプロジェクト」が発足、2016年（平成28年）からは複数の有志団体が協力し、こまねこまつりを開催している。
ねこプロジェクト実行委員会では、狛猫を所有する金刀比羅神社の御鎮座200年祭にあわせ、陶製素焼きの狛猫400体（200対）を制作し、市内の小学生ら約150名が絵付けを行った。これらの陶製狛猫は境内に並べられ、参加した町民が自宅前や玄関先に飾った。陶器猫の絵付けは峰山町での様々なイベントでワークショップとして開催され、狛猫の町・峰山を印象付けるのに一役を担い、京丹後市における体験プランのひとつとして旅行案内にも紹介されたり、京都丹後鉄道「あおまつ」の車内にも陳列されている。
峰山町内のホテルや飲食店や菓子店においては、狛猫や猫をモチーフにしたメニューや商品が様々に考案され。このうちプラザホテル吉翠苑の「狛猫ばらずし」、戸田風月堂の「NEKO-NO-EN（猫のえん）」、御菓子司大道の「狛猫もなか」などは、各店を代表する定番商品に成長するとともに、猫をモチーフにした商品は峰山町の新定番となった。

## 日本各地の猫信仰

### 養蚕守護を由来とするもの
猫は自分のテリトリーを持ち他者に侵されたときは怨霊となり化け猫になると語られており、猫が祀られる例は多くはないが、皆無ではない。ことに、養蚕がさかんだった地域では猫を祀る例がみられる。
八木神社（京丹後市久美浜町の安養寺村にかつて存在した神社）の「猫荒神」
京都府下では、木島神社の狛猫の他、この一例のみが知られる。昭和前期までの安養寺村とその周辺の村々ではほとんどの家が養蚕を生業としていたため、蚕をネズミから守る猫が大切にされたものとみられ、村内の八木神社に猫荒神を守神として祀っていた。20世紀半ば以降、養蚕の衰退とともに参る人も途絶え、八木神社は1960年代頃に安養寺の三玉神社に合祀され、猫荒神は祠ともども現存していない。
南部神社（新潟県長岡市森上）の「猫又権現」
風があまり吹かず湿気の多い風土が絹織物の生産に適し、「栃尾紬」の産地として発展、養蚕が盛んにおこなわれ、蚕や織物をネズミの食害から守るために石猫1体が祀られた。この石猫は「猫又権現」とよばれ、狛猫と紹介する例もあるが、1体のみであり対とはなっていない。
猫の宮（山形県高畠町）の「玉」
延暦年間に養蚕振興と村の安泰になるとして子のない庄屋夫婦に観音菩薩が授け、「玉」と名付けられた猫が、誤解によって庄屋に殺されながらも怨霊から庄屋夫婦を守り、その供養のために建立されたという伝説が残る。祠のみであり、猫型をした石造物などは確認されていない。

### その他の理由によるもの
久美浜の「猫地蔵」
京都府京丹後市久美浜町にかつてあった新治村と小西村をつなぐ街道の峠の山の祠には、2体の猫地蔵が祀られていた記録が残る。これらの猫石像の姿は招き猫のような形で、人々は願い事があると石を1つ持って参詣し、願いが叶うと石を2つ持って参詣したという。願い事の際に祠にある石をひとつ持ち帰って蔵などにおくとネズミの食害を免れるなどの御利益があり、願いが叶えば石を倍返ししたものという。「イボが治った」という話もあり、農家に限らず信仰されたが、第二次世界大戦後の農地解放により信仰は薄れ、祠も荒廃した。
城峰神社（埼玉県）の「猫地蔵」
平将門が下野の藤原一族の攻めに遭った際、地域の豪族は武具をネズミに齧られていたために援軍に駆け付けることができず、将門は戦に敗れた。そのため、その後にネズミ除けとして猫が奉納されたという。
生善院（熊本県球磨郡水上村）の「狛猫」
生善院は俗に「猫寺」と呼ばれ、山門の両側に猫石像が狛猫の様に据えられている。息子を無実の罪で殺された母親が怨念を込めて飼い猫「玉垂」に因果を含めて生き血を舐めさせて死に、化け猫となった「玉垂」の怪異を鎮めるために建立された。